# 1936 Lugano
1936 Lugano è un asteroide della fascia principale del diametro medio di circa 24,81 km. Scoperto nel 1973, presenta un'orbita caratterizzata da un semiasse maggiore pari a 2,6763142 UA e da un'eccentricità di 0,1357134, inclinata di 10,25443° rispetto all'eclittica.
L'asteroide è dedicato all'omonima città svizzera.